# James Burgess
James Burgess (* 14. August 1832 in Kirkmahoe, Schottland; † 3. Oktober 1916 in Edinburgh) war ein britischer Mathematiker und Archäologe in Indien; er war der 2. Generaldirektor des Archaeological Survey of India.

## Leben
James Burgess erhielt seine Schulausbildung in Dumfries; anschließend studierte er an den Universitäten von Glasgow und Edinburgh. Um das Jahr 1852 ging er Indien, wo er in Kalkutta und Bombay als Mathematiklehrer tätig war. Von 1868 bis 1873 war er Secretary of the Bombay Geographical Society; in dieser Zeit gründete er die Zeitschrift The Indian Antiquary. Danach war er Direktor des Archaeological Survey of Western India (1873) und von South India (1881). Von 1886 bis 1889 war er Nachfolger von Alexander Cunningham im Amt des Generaldirektors des Archaeological Survey of India.
James Burgess war verheiratet und hatte 4 Söhne und 3 Töchter.

## Ehrungen
- 1881: Ehrendoktor der Universität Edinburgh
- 1894: Fellow der Royal Society of Edinburgh

## Veröffentlichungen (Auswahl)
- 1869: The Temples of Shatrunjaya
- 1871: The Rock Temples of Elephanta
- 1870: Temples of Somanath, Gunagadh and Girnar
- 1873: Scenery and Architecture in Guzarat and Rajputana
- 1879: Notes on Ajanta paintings
- 1881: The Cave Temples of India (zusammen mit James Fergusson)[1]
- 1874–1905 Archaeological Survey of Western India, 9 Bde.
- 1887: Buddhist Stupas of Amaravati, etc.
- 1888: Antiquities of Dabhoi
- 1889: The Sharqi Architecture of Jaiinpur (Herausgeber)
- 1890: Archaeological Research in India
- 1889–1894: Epigraphia Indica (2 Bde.)
- 1893: On Hindu Astronomy
- 1898: Constable’s Hand-Gazetteer of India
- 1899–1900: The Gandhara Sculptures
- 1901: Buddhist Art in India
- 1903: The Indian Sect of the Jainas (Übersetzer und Herausgeber)
- 1919: Fergusson’s Indian and Eastern Architecture (erw. Ausgabe)